# SAC-D / Aquarius
El SAC-D (Satélite de Aplicaciones Científicas - D) también conocido como Aquarius por su principal instrumento, fue un satélite argentino de observación climática y oceanográfica, construido por INVAP y lanzado el 10 de junio de 2011 por un cohete Delta II, que lo colocó en una órbita alrededor de la Tierra a una altitud de 670 km. Contenía 7 instrumentos para estudiar el ambiente, y un paquete de demostración tecnológica. Su instrumento primario, Aquarius destinado a medir la salinidad de los océanos, es operado por la NASA de Estados Unidos. El SAC-D fue operado por la CONAE, la agencia espacial Argentina.
La misión Aquarius forma parte del programa EOS de la NASA, destinado a recolectar datos por largos periodos de tiempo de la superficie de la Tierra, la biosfera, la atmósfera terrestre, y los océanos.
Completó su misión principal de tres años en noviembre de 2014. Terminó de funcionar completamente el 8 de junio de 2015 cuando una parte esencial del sistema de control de energía y actitud dejó de funcionar.

## Objetivos
Presentado en agosto de 2002, esta misión era un programa de cooperación entre la CONAE, el Centro Goddard y el Jet Propulsion Laboratory de la NASA.
Se trataba de un satélite diseñado específicamente para proporcionar mediciones mensuales a escala global de cómo variaba la salinidad del agua de mar en la superficie de los océanos, dato clave para el estudio de los vínculos entre la circulación oceánica y el ciclo hídrico global. Las variaciones en la salinidad de la superficie del océano son un área clave de incertidumbre científica. Las variaciones de salinidad modifican la interacción entre la circulación oceánica y el ciclo global del agua, que a su vez afecta la capacidad del océano de almacenar y transportar el calor y regular el clima de la Tierra. La misión SAC-D/Aquarius se centró en determinar cómo el océano responde a los efectos combinados de la evaporación, precipitación, el derretimiento del hielo y el escurrimiento de ríos en la temporada y entre las estaciones así como su impacto en la distribución global tanto como la disponibilidad mundial de agua dulce.

## Lanzamiento
El SAC-D fue lanzado el 10 de junio de 2011. Utilizando el vehículo Delta II 7320-10, desde la plataforma Vandenberg AFB Space Launch Complex 2 en la Base Vandenberg de la Fuerza Aérea, ubicada en Santa Bárbara (California). La NASA fue responsable de proveer los servicios de lanzamiento, que fueron subcontratados a la United Launch Alliance.
El lanzamiento tuvo que ser pospuesto desde mayo de 2010 porque el desarrollo de la nave espacial llevó más tiempo de lo esperado.
La transmisión en vivo del lanzamiento para la Argentina se hizo a través de la Televisión Pública Argentina en una emisión especial del noticiero Visión 7. Se realizó una teleconferencia desde la base de lanzamientos de la NASA en California, con la sede de controles del satélite en Córdoba y con comunicación con Casa Rosada y la presencia de la presidenta de la Nación, Dra. Cristina Fernández de Kirchner.

## Instrumentos
El satélite estaba equipado con ocho instrumentos, cuatro de los cuales fueron fabricados íntegramente por la CONAE y uno en cooperación con la Agencia Espacial Canadiense (CSA), los otros tres pertenecen a la NASA, ASI y CNES:
| Instrumento | Componentes                                 | Resolución                                                                       | Objetivos | Agencia     |
| ----------- | ------------------------------------------- | -------------------------------------------------------------------------------- | --- | ----------- |
| Aquarius    | Radiómetro y escaterómetro integrados.      | Tres haces (76 × 94, 84 × 120, y 96 × 156) km                                    | Medición de la salinidad superficial del mar y humedad del suelo.                                                                                                   | NASA        |
| MWR         | Radiómetro de microondas.                   | Ocho haces por frecuencia (menor a 54 km).                                       | Determinación de la velocidad del viento, precipitaciones, contenido de vapor del agua y agua precipitable en la atmósfera sobre el mar, presencia de hielo marino. | CONAE       |
| NIRST       | Cámara infrarroja de nueva tecnología.      | Espacial: 350 m. Sensibilidad: 0,5 °C. Área mínima incendiada detectable: 200 m² | Monitoreo de eventos de alta temperatura (incendios, volcanes) y determinación de la temperatura superficial del mar.                                               | CONAE / CSA |
| HSC         | Cámara de alta sensibilidad.                | (200-300) m                                                                      | Iluminación urbana, tormentas eléctricas, auroras, cobertura de nieve y detección de embarcaciones.                                                                 | CONAE       |
| DCS         | Sistema de recolección de datos.            | 2 contactos por día con 200 plataformas.                                         | Sistema de recolección de datos meteorológicos y medioambientales.                                                                                                  | CONAE       |
| ROSA        | Sonda de radio ocultación para la atmósfera | Horizontal: 300 km Vertical: 300 m                                               | Determinación de perfiles atmosféricos de temperatura, presión y humedad.                                                                                           | ASI         |
| CARMEN I    | Detectores ICARE & SODAD                    | I: 256 canales espectrales S: Sensibilidad: 0,5 u. part. a 10 km/s               | Efectos de la radiación cósmica en dispositivos electrónicos, distribución de micrometeoritos y desechos espaciales.                                                | CNES        |
| TDP         | Paquete de demostración tecnológica         | Posición: 20 m Velocidad: 1 m/s, 0,2 ms. ARW: 0,008 grados/sqrth                 | Determinación de posición, velocidad y tiempo. Determinación de velocidad angular inercial.                                                                         | CONAE       |

## Funcionamiento del satélite
Se ubicaba a 657 km de distancia de la Tierra y tardaba más de una hora en dar la vuelta al mundo en órbita polar. Estaba sincronizado de manera que pasara dos veces por día por cada punto del planeta, a las 6 de la mañana y 6 de la tarde hora local. Según que instrumento  utilizara, el barrido variaba de 380 a 1600 km. La información del satélite podía ser obtenida en diferentes partes del mundo entre 2 y 3 veces por día. Si las antenas estaban a la vista, les podían enviar comandos al satélite cuyo instrumento Aquarius brindaba luego los datos a Córdoba y pasaban a estar disponibles en la página web de la NASA. Los datos de los demás instrumentos eran cargados y actualizados en la página del CONAE.

## Fin de la misión
El SAC-D/ Aquarius cumplió su misión principal en noviembre de 2014 como fue previsto originalmente.
El lunes 8 de junio de 2015 el sistema de suministro de energía y control del satélite dejaron de funcionar obligando al SAC-D a entrar en modo seguro . Tras 10 intentos de recuperar el satélite, NASA y CONAE declararon el fin de la misión el miércoles 17 de junio de 2015.